# Feadship
Feadship (First Export Association of Dutch Shipbuilders) ist ein niederländischer Hersteller von Megayachten wie unter anderem Bliss, Royal Romance und Venus. Das Unternehmen besteht heute aus den Werften Royal Van Lent und Koninklijke De Vries Scheepsbouw (Stand: 2024).

## Geschichte
Feadship wurde im Jahr 1949 als Zusammenschluss von sechs Werften, unter anderem De Vries und Van Lent, und dem Schiffsarchitekten Henri de Voogt gegründet. Das Unternehmen wurde offiziell auf der New York Boat Show 1951 vorgestellt, auf der die Verwendung von Stahl, einer damals in Nordamerika für Yachten unüblichen Technologie, präsentiert wurde. In den 1960ern gehörten Persönlichkeiten wie Malcolm Forbes und Henry Ford zu Feadships Kunden.
Im Jahr 1977 wurde Feadship America gegründet.
Van Lent und De Vries Scheepsbouw erhielten für ihr hundertjähriges Bestehen das königliche Prädikat und änderten damit ihre Namen zu Royal Van Lent und Kloninkljike De Vries Scheepsbouw.
Im Jahr 2008 wurde Royal Van Lent von LVMH, der Holding Group von Marken wie Louis Vuitton, Hennessy und Tiffany & Co., gekauft.

## Standorte
Feadship verfügt über vier Werften in Aalsmeer, Makkum, Amsterdam und Kaag. De Voogt Naval Architects ist Feadships Zentrum für Design und Technik.